# Козлов, Юрий Андреевич (писатель)
Ю́рий Андре́евич Козло́в (26 июня 1926 — 9 января 1999) — русский советский писатель, прозаик, моряк, редактор.

## Биография
Юрий Андреевич Козлов родился 26 июня 1926 года в селе Абакумово Пронского уезда Рязанской губернии (ныне Пронский район Рязанской области), но уже с того же 1926 года проживал с родителями в Москве.
В 1941 году окончил восемь классов средней школы. Участвовал в оборонных работах под Москвой. В сентябре 1943 года был призван на флот. С января 1944 года по май 1945 года служил краснофлотцем в частях морской пехоты на 2-м и 3-м Украинских фронтах и на Дунайской флотилии. Участвовал в боях на территории Румынии, Венгрии и Австрии.
С мая 1945 года проходил службу в городе Измаиле в составе Дунайской флотилии, стал печататься в краснофлотской многотиражке «Защитник Родины». В 1948 году закончил десятый класс вечерней школы при Управлении военной комендатуры гарнизона Измаила и получил от командования рекомендацию на заочное отделение Литературного института.
Демобилизовался в 1950 году. Поступал в Литературный институт, но не сдал экзамены. Служил в Московском уголовном розыске, работал на Крайнем Севере в геологической партии, моряком на рыболовецких судах в Астрахани, лесным объездчиком и инспектором рыбоохраны в Брянской области.

Дом в Кувшиново, в котором жил Юрий Андреевич Козлов с 1973 по 1999 годы.

С 1969 года жил в городе Кувшиново — районном центре Тверской области, где был редактором многотиражки бумажного комбината и заместителем главного редактора газеты Кувшиновского района «Знамя».
Рассказы и повести Ю. А. Козлова печатались в журналах «Сельская молодёжь», «Молодая гвардия», «Смена», «Волга» и др. С 1981 года стали издаваться его книги.
С 1986 года член Союза писателей СССР.
Умер 9 января 1999 года в городе Кувшиново.

## Награды
- Орден Отечественной войны II степени (1985)
- Медаль «За победу над Германией в Великой Отечественной войне 1941—1945 гг.»
- Медаль «За взятие Будапешта»
- Медаль «За освобождение Белграда»[2]

## Память

Мемориальная доска на доме писателя Юрия Козлова в Кувшиново.

- На доме писателя в Кувшиново установлена мемориальная доска.
- В городе Кувшиново в его память с 2000 года, в период с апреля по июнь (приурочивается ко дню рождения писателя), проводится ежегодный районный литературно-творческий конкурс его имени[1].